# 過灌流症候群
過灌流症候群(かかんりゅうしょうこうぐん、英：hyperperfusion syndrome 頭字語：HPS)とはSundtらによって報告されたCEA術後に発症する頭痛、痙攣、局所神経症状を呈する症候群をいい、脳浮腫や頭蓋内出血を惹起することがある。CAS術後、もやもや病の血行再建術後にも起こりえる。

## 術後過灌流と過灌流症候群
術後過灌流は脳組織の需要をはるかに超えた脳血流の急激な術後増加と定義され贅沢灌流かつ高血流である病態を示す。血流の定量値で術前値の２倍以上の血流増加で術後過灌流と診断する。術後過灌流によって神経学的脱落症状を示すのが過灌流症候群である。過灌流症候群には片頭痛様の頭痛、顔面や眼球痛、痙攣、大脳半球局所症状があるが、最も重篤な症状が脳内出血である。術後過灌流による脳内出血の発生頻度は全症例中の1％と低率であるが死亡率は26％と非常に高い。また出血後生存できたとしても何らかの神経学的脱落症状をきたす可能性が高く、約80％の症例で日常生活に支障をきたす。また過灌流症候群をきたすとたとえ脳内出血を合併しなくとも術後半年以上にわたって認知機能障害が遷延する。日本の報告では脳内出血を来さなくとも過灌流症候群をおこすと約20％の症例で認知機能障害による日常生活動作の低下が認められる。CEA後約10％で検査場は術後過灌流をおこす。術後過灌流のみで過灌流症候群に至らなくとも一過性の認知機能障害を起こす。

## 過灌流症候群の発生メカニズム
術前の脳血管の慢性的な自動調節能障害に術中脳虚血、再灌流が引き起こす脳内フリーラジカル反応のよる急性調節障害が加わることで術後過灌流が引き起こされる。エダラボンの投与によって術後過灌流は著明に減少させることができる。

## 過灌流症候群の予測
脳血流の評価や術中の経頭蓋ドップラーで予測が可能である。

## 過灌流症候群の治療
過灌流は頸動脈遮断解除直後から徐々に出現し始め術後数時間後には明らかになる。頸動脈遮断解除直前にエダラボンを投与することで高い確率で過灌流そのものを阻止できる。収縮期血圧を140mmHg以下に下げることで大多数は3日以内に過灌流は消失する。興奮によって血圧が上がる場合は鎮静も考慮する。しかし25％ほどで降圧を行っても過灌流は持続あるいは悪化し症候性の過灌流症候群となる。症候性になったばあいは収縮期血圧を100mmHg以下に降圧しプロポフォールにより鎮静し脳代謝を低下させる。ここまで行うことで頭蓋内出血は予防できることが多い。しかし降圧によって他臓器の虚血症状が出現することがある。

## CEAとCASの過灌流症候群
CEA後の過灌流症候群は通常術後数日（特に第6病日）に多く、過灌流症候群では脳内出血を起こし、術直後からの厳格な降圧で頭蓋内出血を予防できる。CAS後の過灌流症候群は術後12時間以内に起こり、過灌流症候群では頭蓋内出血以外にクモ膜下出血も起こすことがあり、術直後の厳格な血圧コントロールで出血が予防できない。このようにCEA後とCAS後で病態の差異が指摘されている。